# Hranice lásky (film, 2022)
Hranice lásky je celovečerní debut z roku 2022 původem polského režiséra Tomasze Wińského.

## Popis filmu
Snímek je avizován jako erotický thriller o hranicích lásky a svobody. Do hlavních rolí jsou obsazeni Hana Vagnerová a Matyáš Řezníček, ve vedlejších rolích se objeví Martin Hoffman, Eliška Křenková.

## Děj filmu
Hana a Petr žijí poněkud stereotypní život a jejich vztah postrádá energii. Hana se rozhodne s Petrem sdílet své sexuální sny a fantazie, brzy ovšem přejde od představ k činům. Hledání hranic závazků a svobody v partnerském životě začne nabírat na obrátkách poté, co jsou do erotických her zatahováni další muži a ženy.

## Uvedení filmu
Film byl uveden ve světové premiéře na Mezinárodním filmovém festivalu v Karlových Varech v roce 2022. Do kin jej v Česku uvedla společnosti Aerofilms 3. listopadu 2022.

## Zajímavosti
- Snímek podpořil Státní fond kinematografie dotací 5 milionů korun